# ナウ・ヒー・シングス、ナウ・ヒー・ソブス
『ナウ・ヒー・シングス、ナウ・ヒー・ソブス』（Now He Sings, Now He Sobs）は、アメリカ合衆国のジャズ・ピアニスト、チック・コリアが1968年に録音・発表した、リーダー作としては2作目のスタジオ・アルバム。

## 背景
コリアはミロスラフ・ヴィトウス、ロイ・ヘインズと共に1968年3月14日、19日、27日の計3日間にわたるセッションを行い、本作のオリジナルLPには、14日および19日に録音された曲のうち5曲が収録された。なお、「ナウ・ヒー・ビーツ・ザ・ドラム-ナウ・ヒー・ストップス」は、主なパートは14日の録音だが、イントロのみ19日の録音である。14日録音の「ボッサ」と「マイ・ワン・アンド・オンリー・ラヴ」、19日録音の「ジェミニ」と「フラグメンツ」、そして27日に録音された4曲はアウトテイクとなっていたが、これら8曲は1975年にブルーノート・レコードから発売された未発表音源集『サークリング・イン』で日の目を見て、後に本作のリマスターCDにもボーナス・トラックとして収録された。
本作のタイトルは、中国の書物『易経』に登場する文言から取られた。

## 評価
タイトル曲は、1999年にグラミーの殿堂入りを果たした。Stephen Thomas Erlewineはオールミュージックにおいて5点満点中4.5点を付け「チック・コリアのデビュー作『トーンズ・フォー・ジョーンズ・ボーンズ』（1966年末に制作されたが1968年まで発表されなかった）より1年以上後の録音だが、『ナウ・ヒー・シングス、ナウ・ヒー・ソブス』は、彼が以後長きにわたり重ねていく冒険的なキャリアの、すべての要素を始動させた、真のファースト・アルバムとも呼べる作品である」と評している。

## 収録曲
特記なき楽曲はチック・コリア作曲。
1. ステップス-ホワット・ワズ - "Steps - What Was" - 13:54
2. マトリックス - "Matrix" - 6:29
3. ナウ・ヒー・シングス-ナウ・ヒー・ソブス - "Now He Sings - Now He Sobs" - 7:09
4. ナウ・ヒー・ビーツ・ザ・ドラム-ナウ・ヒー・ストップス - "Now He Beats the Drum - Now He Stops" - 10:38
5. ザ・ロウ・オブ・フォーリング・アンド・キャッチング・アップ - "The Law of Falling and Catching Up" - 2:26

### リマスターCDボーナス・トラック
1. サンバ・ヤントラ - "Samba Yantra" - 2:41
2. ボッサ - "Bossa" - 4:44
3. アイ・ドント・ノウ - "I Don't Know" - 2:43
4. フラグメンツ - "Fragments" - 4:03
5. ウインドウズ - "Windows" - 3:12
6. ジェミニ - "Gemini" - 4:23
7. パノニカ - "Pannonica" (Thelonious Monk) - 3:00
8. マイ・ワン・アンド・オンリー・ラヴ - "My One and Only Love" (Guy Wood, Robert Mellin) - 3:34

## 参加ミュージシャン
- チック・コリア - ピアノ
- ミロスラフ・ヴィトウス - ダブルベース
- ロイ・ヘインズ - ドラムス